# Rutland Railway

Logo der Rutland Railroad

Die Rutland Railway (bis 1950 Rutland Railroad) (RUT) war eine Eisenbahngesellschaft in Vermont, Massachusetts und New York (Vereinigte Staaten) sowie in Québec (Kanada). Sie bestand einschließlich ihrer direkten Vorgängergesellschaften von 1843 bis 1963.

## Geschichte

### Bau der Hauptstrecke und weitere Expansion
Der Bundesstaat Vermont war Anfang der 1840er Jahre noch gänzlich ohne Eisenbahn, obwohl er dichter besiedelt war, als beispielsweise Maine, das bereits seit 1836 Schienenverkehr besaß. Einige Bahngesellschaften planten an einer Strecke entlang der Ostgrenze des Bundesstaats im Tal des Connecticut River. Diese Strecke erschloss jedoch nicht die größeren Städte Vermonts, Rutland, Burlington und die Hauptstadt Montpelier. Montpelier sollte durch die 1841 gegründete Vermont Central Railroad (VCR) erschlossen werden, die eine Strecke vom Tal des Connecticut River über Montpelier nach Burlington plante.
Um auch Rutland und andere Städte weiter im Süden anzubinden, wurde am 1. November 1843 die Champlain and Connecticut River Railroad gegründet. Sie wollte, weitgehend parallel zur VCR, eine Strecke vom Westufer des Connecticut River über Rutland nach Burlington bauen. Noch vor Eröffnung der ersten Eisenbahn in Vermont wurde am 6. November 1847 die Gesellschaft nach finanziellen Problemen in Rutland and Burlington Railroad umgegründet. Am 28. März 1867 erfolgte eine weitere Umbenennung der Bahngesellschaft und sie firmierte ab diesem Tag als Rutland Railroad. 
Im Mai 1847 begann die Bahngesellschaft mit dem Bau der 192 Kilometer langen normalspurigen Bahnstrecke Bellows Falls–Burlington. Erst im Juni 1849 ging der erste Abschnitt von Bellows Falls bis Chester provisorisch in Betrieb, der Rest der Strecke folgte am 18. Dezember 1849. Am 24. Dezember wurde der reguläre Betrieb aufgenommen. Damit hatte die Bahn das Wettrennen nach Burlington nur sehr knapp gewonnen – die VCR erreichte den Lake Champlain am 31. Dezember. Die Züge fuhren über Bellows Falls hinaus über die Vermont and Massachusetts Railroad nach Boston durch, eine Fahrt von Burlington nach Boston kostete damals sechs US-Dollar.
Da die Rutland&Burlington nie wirklich lukrativ war, suchte die Gesellschaft nach zusätzlichen Einnahmequellen. Sie pachtete daher die Vermont Valley Railroad, die die südliche Fortsetzung der Rutland-Strecke über Bellows Falls hinaus bis Brattleboro gebaut hatte. Diese Strecke war eine wichtige Transitstrecke aus dem Großraum New York in die Provinz Québec und war daher ideal, um die Finanzen aufzubessern. Der Vertrag wurde am 1. Juni 1865 wirksam und lief über zehn Jahre. Am 23. Januar 1871 übernahm die Rutland die Betriebsführung auf der VVR, verpachtete sie jedoch gleichzeitig an die VCR. Am 5. April 1877 löste man den Vertrag mit der Vermont Valley Railroad jedoch auf und übergab die Kontrolle der Strecke an die Connecticut River Railroad.
Die Whitehall and Plattsburgh Railroad, deren Strecke von Plattsburgh nach Ausable führte, konnte ab 26. September 1870 gepachtet werden. Diese Strecke hatte keine Verbindung zur Rutland-Hauptstrecke und wurde 1873 an die New York and Canada Railroad verkauft. Am 1. Dezember 1870 pachtete die Rutland auch die Strecke Brattleboro–Grout's Corner (heute Millers Falls) der Vermont and Massachusetts Railroad für 15 Jahre und dehnte ihr Einflussgebiet somit nach Massachusetts aus. Diese Strecke wurde am 1. Mai 1880 an die New London Northern Railroad verkauft. Ab dem 7. Dezember 1870 stand die am 2. November 1867 als Tochtergesellschaft gegründete Addison Railroad für 99 Jahre unter Pacht, deren geplante Strecke bei Whiting von der Rutland-Hauptstrecke abzweigte und nach Fort Ticonderoga führte. Diese Strecke ging am 1. Dezember 1871 in Betrieb. 
Die VCR, ab 1873 Central Vermont Railroad (CV), konnte ab dem 1. Januar 1871 die Rutland Railroad für 20 Jahre pachten, der Vertrag wurde noch bis zum 7. Mai 1896 verlängert, dann jedoch aufgelöst. Am 23. Januar 1871 leaste die Rutland ihrerseits noch die Montreal and Plattsburgh Railroad, deren Strecke am Westufer des Lake Champlain entlang von Plattsburgh zur kanadischen Grenze verlief.
Im November 1898 wurde in Vermont die Rutland–Canadian Railroad gegründet, am 10. Juli 1899 die Rutland and Noyan Railroad in Quebec. Die beiden Gesellschaften verlängerten die Rutland-Hauptstrecke nach Norden mitten durch den Lake Champlain bis Noyan Junction in Kanada und Rouses Point in New York. Die Strecke überquerte die Inseln im See. Hierzu wurde zwischen Colchester Point, einer Landzunge nördlich von Burlington, und Grand Isle ein knapp fünf Kilometer langer Damm durch den See aufgeschüttet, der an mehreren Stellen durch Brücken unterbrochen wurde, um weiterhin Schiffsverkehr zu ermöglichen. Noch 1899 ging die Strecke in Betrieb. Am 15. Januar 1901 kaufte die Rutland Railroad beide Gesellschaften. 
Im gleichen Jahr erwarb die Rutland auch weitere Bahngesellschaften. Dies waren die Bennington and Rutland Railway am 30. Juli, die Ogdensburg and Lake Champlain Railroad am 27. September und die Chatham and Lebanon Valley Railroad am 21. Dezember. Auch die Addison Railroad wurde in diesem Jahr aufgelöst und in die Rutland Railroad integriert. Dadurch verlängerte sich die Hauptstrecke der Rutland auf 550 Kilometer und verlief von Chatham über Rutland, Burlington und Alburgh nach Ogdensburg.

### Das Ende der Rutland Railroad
Im Januar 1905 erwarb die New York Central and Hudson River Railroad die Aktienmehrheit an der Rutland Railroad. Sie verkaufte die Hälfte der Aktien jedoch am 30. Juni 1911 an die New York, New Haven and Hartford Railroad. Nach mehreren Entgleisungen 1918 und 1920 wurde am 28. Juli 1920 die marode Jochbrücke über den Lake Champlain bei Fort Ticonderoga stillgelegt und abgerissen. Die Züge endeten nun am östlichen Ufer bei Larrabees Point.
Nach der Weltwirtschaftskrise ab 1929 ging das Verkehrsaufkommen auf dem Rutland-Netz so sehr zurück, dass 1934 die Strecke Alburgh–Noyan Junction und damit die einzige Rutland-Strecke in Kanada stillgelegt wurde. und die Rutland am 5. Mai 1938 Konkurs anmeldete. Dennoch konnte der Betrieb zunächst weitergehen. Um 1940 endete der Personenverkehr südlich von Bennington.
1950 erfolgte die Umgründung in die Rutland Railway, nachdem das Verkehrsaufkommen weiter zurückgegangen war. Am 21. Mai 1951 wurde der Abschnitt Orwell–Larrabees Point des ehemaligen Abzweigs nach Fort Ticonderoga stillgelegt, auf dem noch bis zuletzt Personenverkehr bestand. Auch auf dem Rest dieser Zweigstrecke wurde der Personenverkehr an diesem Tag eingestellt. 1953 erfolgte auch die Stilllegung des Abschnitts Whiting–Orwell. Im Dezember 1952 legte die Rutland Railway auch die Strecke Bennington–Chatham still, stattdessen wurde ab 20. Mai 1953 ein Mitbenutzungsrecht für die Strecke White Creek–Troy–Chatham mit der Boston and Maine Railroad und der Boston and Albany Railroad vereinbart. Anlässlich eines Streiks wurde am 26. Juni 1953 der gesamte Personenverkehr der Rutland eingestellt und nicht wieder aufgenommen. Daneben wurden die Dampfloks der Rutland bis März 1955 durch Diesellokomotiven ersetzt.
1961 legte man den verbleibenden Abschnitt der ehemaligen Addison Railroad nach Whiting still. Am 25. September 1961 begann ein weiterer Streik, nach dessen Ende der Betrieb nicht wieder aufgenommen wurde. Am 20. Mai 1963 kam das endgültige Aus für die Rutland Railway. Die Hauptstrecke wurde von Burlington bis Norwood stillgelegt. Zwischen Rutland und Bellows Falls fuhr ab 1964 die Green Mountain Railroad (GMRC). Den Abschnitt Norwood–Ogdensburg übernahm die New York and Ogdensburg Railway (NYOG), den Abschnitt von Bennington und White Creek bis Burlington erwarb die Vermont Railway, die später die GMRC und am 9. April 2002 auch die NYOG kaufte.
Auf den Abschnitten Burlington–Charlotte und Chester–Bellows Falls verkehren regelmäßig Touristikzüge, nämlich der Champlain Valley Flyer bzw. der Green Mountain Flyer. Außerdem gibt es Sonderzüge auch auf den übrigen Strecken.

## Triebfahrzeuge
Die Dampflokomotiven der Rutland hatten verschiedene Baureihen, zuletzt waren Loks der Achsfolgen 1’D (Consolidation), 1’D1’ (Mikado), 2’C (Ten Wheeler), 2’C1’ (Pacific), 2’D1’ (Mountain), 1’C (Mogul) sowie C- und D-Rangierlokomotiven im Einsatz. Die Mountains wurden 1955 als letzte Dampflokomotiven verschrottet.
1951 und 1952 wurden 16 Diesellokomotiven beschafft, neun ALCO RS-3, sechs ALCO RS-1 sowie eine GE 70 Tonner.

## Anhang